# Kartografia lingwistyczna

Mapa izoglosowa

Kartografia lingwistyczna (kartografia językowa) – metoda badawcza stosowana w geografii lingwistycznej (językowej), która polega na badaniu zasięgu poszczególnych zjawisk językowych występujących na danym obszarze. Zjawiska językowe ujmowane są w postaci map, na których powinny pojawiać się fakty o zbliżonym bądź identycznym zasięgu.
Geografia językowa pojmowana opisowo, zajmuje się opracowywaniem tzw. „atlasów językowych”.
Podstawowym założeniem geografii językowej jest teza, że zasięgi geograficzne zjawisk językowych zawsze są umotywowane. Zasięgi językowe mogą być zależne od granic pozajęzykowych, np. od granic naturalnych czy granic historycznych.
W kartografii lingwistycznej wykorzystuje się mapy językowe, które służą zobrazowaniu zasięgu danego zjawiska językowego oraz ukazują zróżnicowanie geograficzne gwarowych zjawisk językowych.
Ze względu na rodzaj mapowanych zjawisk językowych można wyróżnić mapy:
- fleksyjne/morfologiczne, np. zasięg końcówki –owiu,
- słowotwórcze, np. zasięg formantu –ity, -yty,
- składniowe, które mogą ukazać np. zanik kategorii męskoosobowej,
- fonetyczne, które pokazują różnice na płaszczyźnie fonetyki, np. przegłos,
- semantyczne, które ilustrują terytorialne rozmieszczenie znaczeń odnoszących się do pewnego kręgu realiów,
- leksykalne (wyrazowe), które przedstawiają zróżnicowanie terenowe nazw konkretnego desygnatu, np. ubierać się i synonimy (np. oblec, wetkać, zawdzioć, odziać się),
- zasięgowe, które pokazują zasięg danego wyrazu w jakimś znaczeniu, kombinowane, np. fonetyczno-leksykalne.

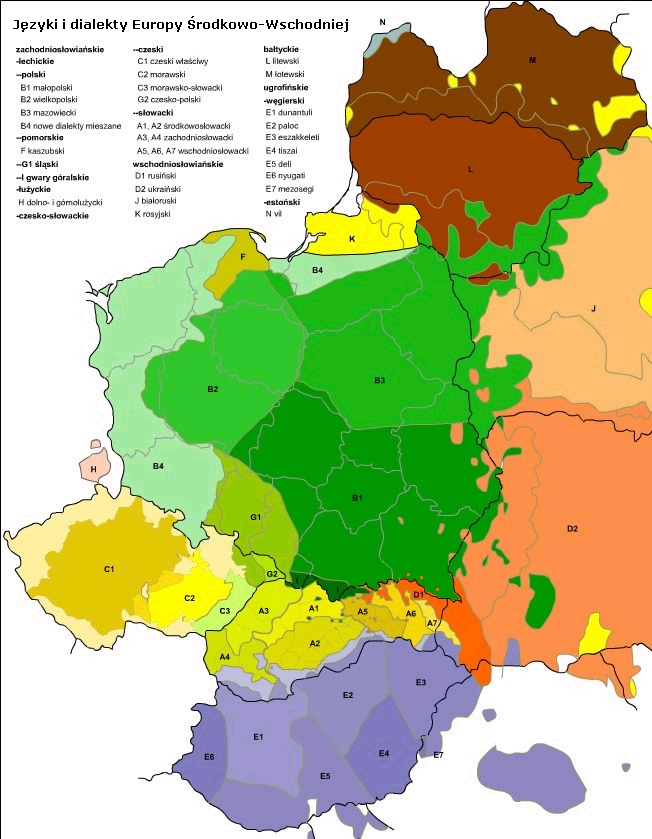
Mapa płaszczyznowa

Istnieją różne techniki opracowywania map, można wyróżnić mapy:
- płaszczyznowe, na których zasięgi zjawisk wyznacza się np. poprzez użycie jednolitego koloru,
- napisowe, które stosuje się przy dużym zróżnicowaniu i przemieszaniu zjawisk niedających się ująć w jakieś geograficzne uogólnienie,
- izoglosowe, na których zasięgi zjawisk wyznaczają linie,
- punktowe/znakowe, na których umieszcza się obok punktów oznaczających miejscowości znaki, stanowiące symbole odpowiednich form,
- mieszane.

Jeśli chodzi o liczbę ujmowanych zjawisk, wyróżnia się mapy:
- jednostkowe (jedna cecha),
- syntezujące (przynoszą mniejszy zakres lub stopień uogólnień),
- syntetyczne (przynoszą większy stopień uogólnień).

Wyróżnić też można mapy dialektów i mapę gwarową, gdzie ta pierwsza zawiera cechy formujące dialektów, a ta druga zawiera wszystkie dające się stwierdzić szczegóły i odmiany zróżnicowań całego terytorium mowy ludu.
Przykładowe atlasy językowe
- Mały atlas gwar polskich, red. Karaś M., Zakład Narodowy im. Ossolińskich. Wydawnictwo PAN, 1968.
- Atlas gwar polskich, red. Dejna K., Upowszechnienie Nauki – Oświata „UN-O”, 1998.
- Mały atlas językowy województwa gorzowskiego, red. Zagórski Z., Uniwersytet im. Adama Mickiewicza w Poznaniu Seria Filologiczna Polska, nr 59, Poznań, 1996.
- Ogólnosłowiański atlas językowy, Zakład Narodowy im. Ossolińskich, Wrocław, 1990.